# ババ抜き
ババ抜き（、英: Old Maid、英: Lose with the Joker）とは、複数人で行うトランプゲームのひとつ。始めに同数のカードを人数分配り、一枚ずつ他者から抜き取り同じ札があれば捨て、最後にジョーカーを持っている者が負け。

## 概要
ストップ系のゲーム で、ジョーカーを1枚加えた53枚のカードを使って行うトランプゲーム。そして、ローカルルールが数少なく存在する。人数は3人以上が好ましい（2人の場合だと、互いにジョーカー含めどのカードを相手が持っているのかわかってしまうため）。

## 遊び方

### 基本ルール
基本ルールでは、ゲームの進行のみ記載する。
1. ジャンケンなどで親を決める。親は、カードを切ったのち、プレイヤーに全てのカードを伏せたまま均等に配る。
2. プレイヤーは各々手札を確認し、同位の札を2枚ずつペアにして場に捨てる（K♦と、K♠というように）。
3. （※ここで手札がなくなった者は勝ち抜けとなる。）
4. 手元にペアとなる同位の札がなくなったところで、親の左隣の人は、右隣の人の手札を裏に見たまま、任意の1枚を取る。札を取った時、手札に同位の札があったらペアにして場に捨て、無ければそのまま手札に加える。
5. 時計回りの順に、各プレイヤーは右隣の人の手札を一枚取っていく。ただし、右隣の人が上がった直後の番の際は、パスとなり、カードを引かずに、次の番の人に移される。
6. 順に手札を取ってペアを捨てていき、手札がなくなった者から順に勝ち抜けていく。
7. 最後まで手札、すなわちジョーカー（ババ）を持っていた者が負け。

## 備考
元々はジョーカーを加えるのではなく、クイーンを1枚抜いて51枚のカードを使って行われていた。古い書物にはこの形で紹介されている。
「Old Maid」は、1枚のクイーンが「Match」の相手がおらず、独り売れ残ることから名付けられた。日本では1907年（明治40年）に書かれた『世界遊戯法大全』にこれの和訳として「お婆抜き」の名前で紹介されている。
派生して、クイーンではなくランダムにカードを1枚抜いてそれを確認せずに行う方法をジジ抜きという。ババ抜きと違い、1枚残るカードが誰にもわからないのでゲーム終盤まで予想できない。世界遊戯法大全ではこちらは「お爺抜き」として紹介されている。
また、ジョーカーを加え任意の1枚を抜いて行う「ジジババ抜き」という遊びもある。

## 比喩
最後に悪い物を持ったまま損害を被る事、運悪く損害を被る事を「ババを引く」などと、ババ抜きに例えて表現する事がある。また、掴まされた偽札を他人に回す事の隠喩としても使われる。